# Hrabstwo Shannon (Missouri)
Hrabstwo Shannon (ang. Shannon County) – hrabstwo w południowej części stanu Missouri w Stanach Zjednoczonych. Obszar całkowity hrabstwa obejmuje powierzchnię 1 003,99 mil2 (2 600 km²). Według danych z 2010 r. hrabstwo miało 8 441 mieszkańców. Hrabstwo powstało 29 stycznia 1841 roku i nosi imię George’a Shannona - odkrywcy, uczestnika ekspedycji Lewisa i Clarka.

## Sąsiednie hrabstwa
- Hrabstwo Dent (północ)
- Hrabstwo Reynolds (wschód)
- Hrabstwo Carter (południowy wschód)
- Hrabstwo Oregon (południe)
- Hrabstwo Howell (południowy zachód)
- Hrabstwo Texas (zachód)

## Miasta
- Birch Tree
- Eminence
- Montier (CDP)
- Summersville
- Winona